# Werner Hillebrecht

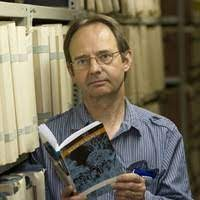
Hillebrecht (o. J.)

Werner Hillebrecht (* 1949 in Kreiensen) ist ein aus Deutschland stammender Archivar und Bibliothekar in Namibia.

## Biografie
Werner Hillebrecht studierte zunächst von 1967 bis 1970 Chemie an der Universität Göttingen. Von 1975 bis 1978 absolvierte er eine Ausbildung zum Krankenpfleger an der Krankenpflegeschule der Universität Göttingen.
Ab 1978 begann er als geschichtswissenschaftlicher Autodidakt und zunächst selbstfinanziert mit der Erstellung einer umfassenden Bibliografie der Literatur über die ehemalige Kolonie Deutsch-Südwestafrika, die seinerzeit als Südwestafrika noch von Südafrika verwaltet wurde. Ab 1985 setzte er diese Arbeit im Rahmen einer Anstellung an der Universität Bremen fort, bei der er an der Digitalisierung einer Bibliografie Namibias (Namibia Literature Database NAMLIT des Namibia Bibliographical Database Projects) federführend begleitete. Nach dem Ende des Namibischen Befreiungskampfes wanderte Hillebrecht 1992 dorthin aus und war von April 1992 bis Januar 1995 am Nationalarchiv von Namibia in Windhoek, von Februar 1995 bis März 2002 an der Nationalbibliothek von Namibia tätig. 2002 wechselte er zurück in das Nationalarchiv, wo er als Senior Archivist mit dem Aufbau eines Archivs über den „kolonialen Widerstand Namibias“ betraut wurde. 2003 wurde Hillebrecht die Leitung des Archivs, eine Position, die seit dem Unfalltod von Brigitte Lau im Jahr 1996 unbesetzt geblieben war, angeboten. Hillebrecht nahm an und leitete das Nationalarchiv, bis er im Jahr 2013 in den Ruhestand ging. Andere Daten verzeichnet das Literaturverwaltungsprogramm Mendeley, dem zufolge Hillebrecht die Leitung des Nationalarchivs im Jahr 2004 antrat und 2015 in den Ruhestand ging.
In dem 2009 von Ruth und Peter Heller in Zusammenarbeit 3sat, Filmkraft und dem ZDF produzierten Dokumentarfilm Kolonialmama – Eine Reise in die Gegenwart der Vergangenheit tritt Werner Hillebrecht als Sprecher auf.
Hillebrecht ist mit der Namibierin Ellen Ndeshi Namhila (* 1964), einer Kommunikations- und Bibliothekwissenschaftlerin und Autorin biographischer und zeitgeschichtlicher Werke und Vizerektorin der Universität von Namibia, verheiratet. Sie haben drei Kinder.

## Veröffentlichungen (Auswahl)
- Namibia in theses and dissertations. Namibia in Hochschulschriften. A bibliography on all aspects of Namibian concern including German colonial policy and international law 1851-1984. In: Basler Afrika Bibliographien (Hrsg.): Mitteilungen der Basler Afrika-Bibliographien, Basel: Basler Afrika Bibliographien 1985.
- Education bibliography of Namibia. In: Zentrum für Afrikastudien (Hrsg.): Namibia papers. Education for liberation series. Working documents. Bremen: CAS 1989.
- The Witbooi. Longman Namibia, Windhoek 1992, ISBN 99916-1-000-6.
- The Preservation of the Audio Heritage of Namibia. Challenges and Opportunities, In: Basler Afrika Bibliographien (Hrsg.): BAB working paper, Basel: Basler Afrika Bibliographien Basel 2010.